# Narayan Rao
Narayan Rao (10 augustus 1755 - 30 augustus 1773) was peshwa van het Maratharijk tussen 1772 en 1773. 
Narayan Rao was de derde zoon van peshwa Balaji Baji Rao en diens vrouw Gopikabai. De oudste broer Vishwas Rao sneuvelde in 1761 in de Derde Slag bij Panipat en de vader overleed in hetzelfde jaar. Een tweede broer, Madhav Rao, volgde de vader op, bijgestaan door een oom, de regent Raghunath Rao. Madhav Rao raakte al snel in conflict met de regent, die zelf de ambitie had om peshwa te worden. Deze interne machtsstrijd werd in 1768 beslist in het voordeel van de peshwa, die zijn oom onder huisarrest stelde. 
Vanaf 1770 diende Narayan Rao als divan (schatbewaarder). Toen Madhav Rao in november 1772 stierf als gevolg van tuberculose werd de toen 17-jarige Narayan Rao als peshwa geïnstalleerd. Vanuit zijn huisarrest was Raghunath Rao echter in staat een aanslag op zijn neef te beramen. Op 30 augustus 1773 overvielen door Raghunath Rao gehuurde soldaten de peshwa in zijn paleis. Narayan Rao werd gedood en zijn lichaam nog dezelfde nacht gecremeerd. Zijn vrouw, Gangabai, was op dat moment echter zwanger.
Zijn oom werd daarop geïnstalleerd als nieuwe peshwa, maar zou de functie niet lang bekleden. Een onderzoek in opdracht van de hoveling Nana Phadnavis wees uit dat Raghunath Rao en diens vrouw Anandibai achter de moord op Narayan Rao zaten. Dit gaf Phadnavis de kans Raghunath Rao van de troon te stoten en het postuum geboren zoontje van Narayan Rao, Mandhav Rao II, tot peshwa te benoemen. In feite was het Phadnavis zelf die zodoende achter de schermen de macht in handen kreeg.